# Campeaux (Oise)
Campeaux és un municipi francès, situat al departament de l'Oise i a la regió dels Alts de França. L'any 2007 tenia 519 habitants.

## Demografia

### Població
El 2007 la població de fet de Campeaux era de 519 persones. Hi havia 192 famílies de les quals 43 eren unipersonals (8 homes vivint sols i 35 dones vivint soles), 55 parelles sense fills, 67 parelles amb fills i 27 famílies monoparentals amb fills.
La població ha evolucionat segons el següent gràfic:
Habitants censats

### Habitatges
El 2007 hi havia 233 habitatges, 199 eren l'habitatge principal de la família, 25 eren segones residències i 9 estaven desocupats. 225 eren cases i 8 eren apartaments. Dels 199 habitatges principals, 171 estaven ocupats pels seus propietaris, 25 estaven llogats i ocupats pels llogaters i 4 estaven cedits a títol gratuït; 2 tenien una cambra, 6 en tenien dues, 42 en tenien tres, 50 en tenien quatre i 99 en tenien cinc o més. 167 habitatges disposaven pel capbaix d'una plaça de pàrquing. A 85 habitatges hi havia un automòbil i a 88 n'hi havia dos o més.

### Piràmide de població
La piràmide de població per edats i sexe el 2009 era:
| Homes | Edats   | Dones |
| ----- | ------- | ----- |
| 0     | 95 o +  | 0     |
| 4     | 90 a 94 | 0     |
| 8     | 85 a 89 | 4     |
| 0     | 80 a 84 | 4     |
| 0     | 75 a 79 | 8     |
| 8     | 70 a 74 | 12    |
| 20    | 65 a 69 | 16    |
| 16    | 60 a 64 | 24    |
| 4     | 55 a 59 | 8     |
| 12    | 50 a 54 | 12    |
| 8     | 45 a 49 | 8     |
| 16    | 40 a 44 | 20    |
| 28    | 35 a 39 | 16    |
| 16    | 30 a 34 | 8     |
| 16    | 25 a 29 | 20    |
| 8     | 20 a 24 | 8     |
| 20    | 15 a 19 | 12    |
| 28    | 10 a 14 | 28    |
| 4     | 5 a 9   | 20    |
| 20    | 0 a 4   | 8     |

## Economia
El 2007 la població en edat de treballar era de 319 persones, 229 eren actives i 90 eren inactives. De les 229 persones actives 214 estaven ocupades (127 homes i 87 dones) i 15 estaven aturades (7 homes i 8 dones). De les 90 persones inactives 30 estaven jubilades, 26 estaven estudiant i 34 estaven classificades com a «altres inactius».

### Ingressos
El 2009 a Campeaux hi havia 193 unitats fiscals que integraven 496,5 persones, la mediana anual d'ingressos fiscals per persona era de 16.851 €.

### Activitats econòmiques
Dels 14 establiments que hi havia el 2007, 1 era d'una empresa alimentària, 1 d'una empresa de fabricació d'altres productes industrials, 7 d'empreses de construcció, 4 d'empreses de comerç i reparació d'automòbils i 1 d'una empresa d'hostatgeria i restauració.
Dels 6 establiments de servei als particulars que hi havia el 2009, 5 eren fusteries i 1 lampisteria.
Dels 2 establiments comercials que hi havia el 2009, 1 era una botiga de menys de 120 m² i 1 una fleca.
L'any 2000 a Campeaux hi havia 11 explotacions agrícoles que ocupaven un total de 576 hectàrees.

## Equipaments sanitaris i escolars
El 2009 hi havia una escola elemental integrada dins d'un grup escolar amb les comunes properes formant una escola dispersa.

## Poblacions més properes
El següent diagrama mostra les poblacions més properes.